# اسکاتلندیارد

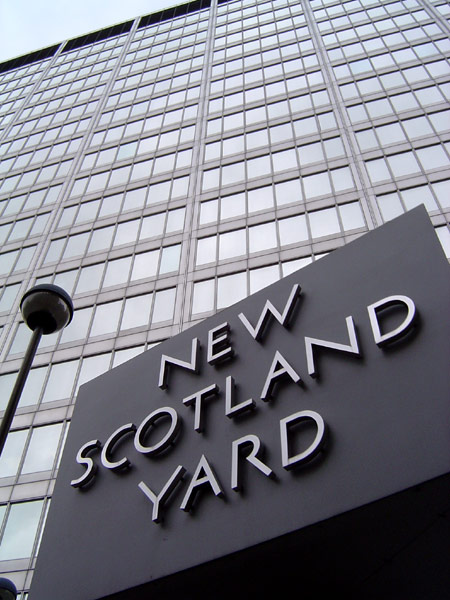
ساختمان اسکاتلندیارد جدید در لندن

اسکاتلندیارد (به انگلیسی: Scotland Yard)، نام مرکز پلیس شهر لندن در بریتانیا است. این مرکز را سر رابرت پیل، در تاریخ ۲۹ سپتامبر سال ۱۸۲۹ در لندن تأسیس کرد.
این نیرو در سال ۱۸۹۰ از گارد اسکاتلند یارد به یک ساختمان تازه احداث شده در ویکتوریا امبانکمنت منتقل شد و نام "New Scotland Yard" برای مقر جدید پذیرفته شد. یک ساختمان مجاور در سال ۱۹۰۶ تکمیل شد. ساختمان سوم در سال ۱۹۴۰ اضافه شد. در سال ۱۹۶۷، خدمات پلیس متروپولیتن (MPS) مقر خود را از مجتمع سه ساختمان به یک ساختمان بلند و تازه ساخته شده در برادوی در ویکتوریا منتقل کرد. در تابستان ۲۰۱۳، اعلام شد که این نیروها به ساختمان گرین کورتیس - که سومین ساختمان محل قبلی نیو اسکاتلند یارد است (۱۹۶۷–۱۸۹۰) - منتقل می‌شوند و ستاد به اسکاتلند یارد تغییر نام می‌دهد. در نوامبر ۲۰۱۶، MPS به مقر جدید خود نقل مکان کرد که همچنان نام "New Scotland Yard" را یدک می‌کشد.

## دلیل نامگذاری

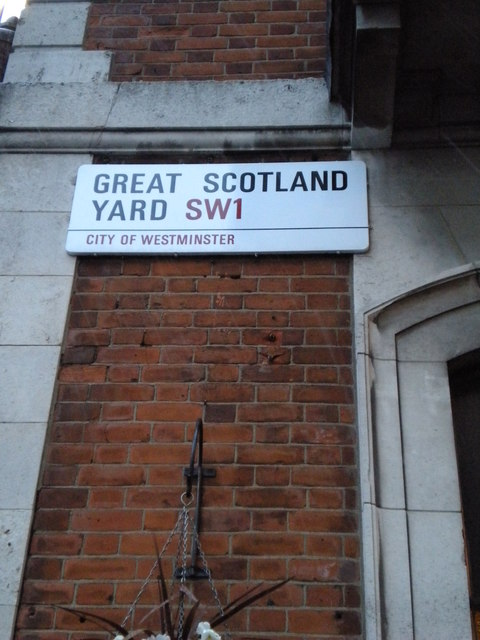
ساختمان اسکاتلندیارد

علت نامگذاری اسکاتلندیارد به این علت است که مکان قبلی پلیس انگلستان ورودی جنوبی‌ای در خیابانی به نام The Great Scotland Yard داشت و این خیابان به ورودی اصلی مردم تبدیل شده بود. بدین ترتیب به اسکاتلند یارد معروف شد.
در سال ۱۹۶۴، نیویورک تایمز نوشت که همان‌طور که وال استریت اسمش را به بورس آمریکا داده است، همانگونه نیز اسکاتلندیارد اسمش را به پلیس انگلستان داده است.

## تاریخچه
محل اصلی اسکاتلندیارد، در خیابان وایت هال در مرکز شهر لندن واقع است. این مجموعه، تا پیش از اتحاد پادشاهی‌های اسکاتلند و انگلستان و تشکیل کشور پادشاهی متحد بریتانیای کبیر و ایرلند در قرن هفدهم میلادی، دفتری متعلق به کشور پادشاهی اسکاتلند بوده است.